# ديف وايت (كاتب)
ديف وايت (بالإنجليزية: Dave White)‏ (1979)؛ روائي أمريكي.